# نفق تيتوس
نفق تيتوس هو أطول نفق محفور في العالم. يقع في السويدية (اسكندرون) محافظة هاتاي جنوب غرب أنطاكيا في تركيا.تم حفره في عهد الإمبراطور الروماني فسبازيان.